# Linha do horizonte

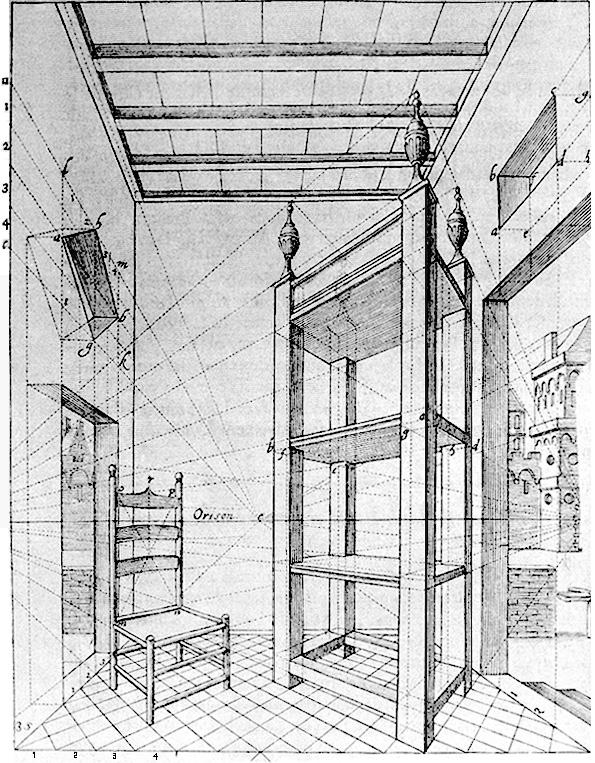
Objetos situados acima da linha do horizonte, são vistos de baixo para cima, e os que estão abaixo dessa linha, são vistos de cima para baixo.

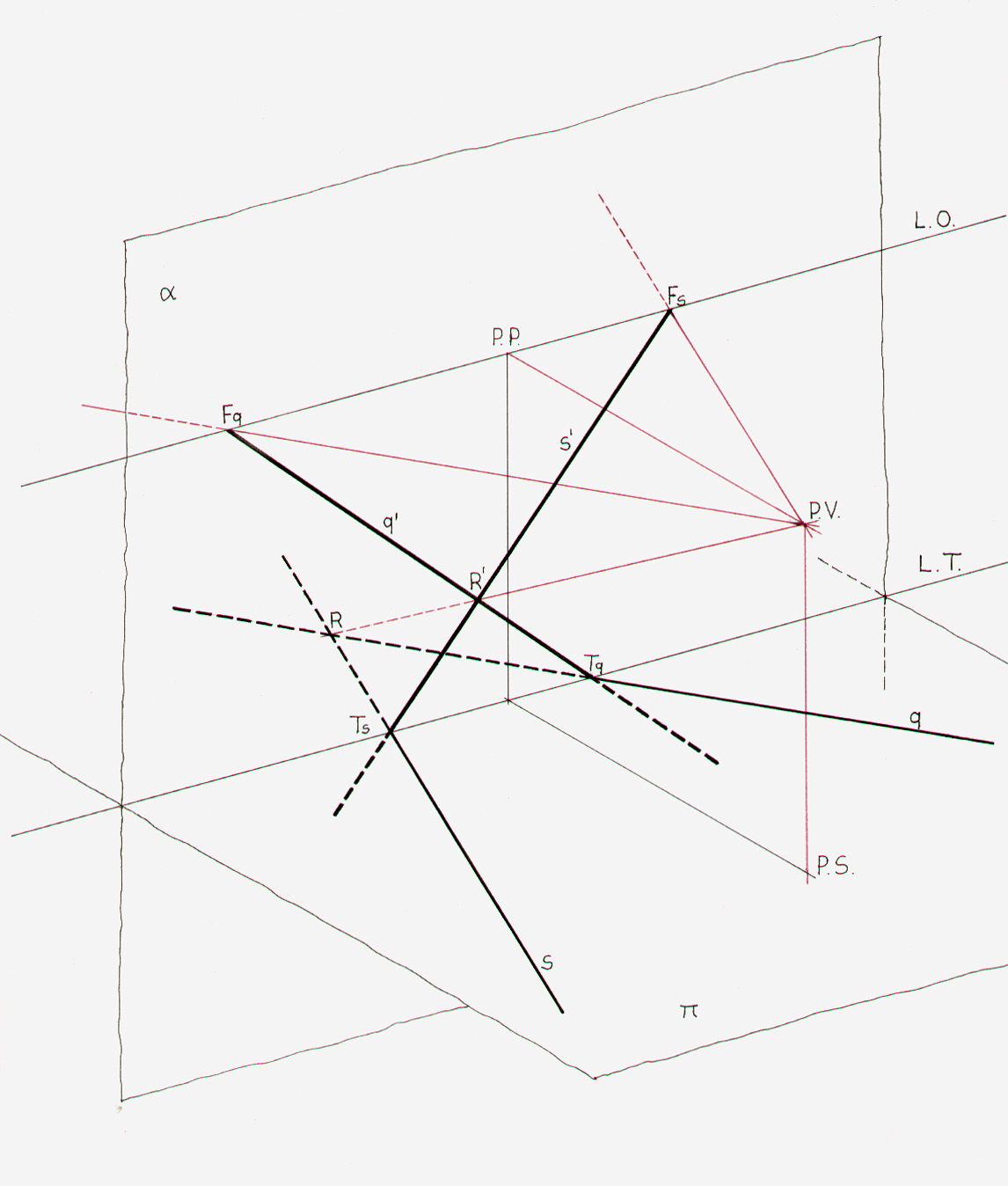
No esquema axonométrico os pontos Fq e Fs são os pontos de fuga das retas q e s. Eles determinam a linha do horizonte do sistema projetivo.

Linha do horizonte (cuja abreviatura é LH), em perspectiva, é a linha imaginária que determina a altura dos olhos de um observador em relação à linha de terra, também conhecida como reta de fuga.
Em projetiva, é chamada de reta de fuga, pois o(s) ponto(s) de fuga do plano de visão, nos processos com um ou dois pontos de fuga, sempre estão situados na linha do horizonte.
O Teorema de Desargues demonstra a colinearidade entre os pontos de fuga a partir de um observador. 